# Silverlönn
Silverlönn (Acer saccharinum) är en kinesträdsväxtart som beskrevs av Carl von Linné. Silverlönn ingår i släktet lönnar, och familjen kinesträdsväxter. Arten förekommer tillfälligt i Sverige, men reproducerar sig inte. Inga underarter finns listade i Catalogue of Life.